# Imanbek
Imanbek Zeikenov (kazakh : Иманбек Зейкенов), dit Imanbek, est un disc-jockey et producteur de musique kazakh, né le 21 octobre 2000. Il s'est fait connaître en 2019 grâce à son remix de Roses de SAINt JHN.

## Carrière
Imanbek commence à produire des titres en 2017. En 2019, il tente de contacter Saint Jhn sur Instagram, mais n'obtient pas de réponse. Il publie alors un remix de son titre Roses sans son accord. Le remix obtient un succès international, se classant dans le top 10 de nombreux pays, et devenant numéro 1 sur Shazam World. Il signe alors sur le label russe Effective Records. Le 24 novembre 2020, il est nommé et récompensé aux Grammy Awards dans la catégorie "meilleur enregistrement remixé" pour son remix de Roses.

## Discographie

### Singles
| Titre                                                                          | Année | Positions | Positions | Positions | Positions | Positions | Positions | Positions | Positions | Positions | Positions | Positions | Positions | Positions | Certifications | Album                       |
| Titre                                                                          | Année | ALL       | AUT       | BEL (FL)  | BEL (WAL) | É-U       | FRA       | ITA       | N-Z       | P-B       | R-U       | RUS       | SUE       | SUI       | Certifications | Album                       |
| ------------------------------------------------------------------------------ | ----- | --------- | --------- | --------- | --------- | --------- | --------- | --------- | --------- | --------- | --------- | --------- | --------- | --------- | --- | --------------------------- |
| Smoke It Up (avec Stephanskiy)                                                 | 2019  | —         | —         | —         | —         | —         | —         | —         | —         | —         | —         | —         | —         | —         | |                             |
| Take Me (avec O'Neill)                                                         | 2019  | —         | —         | —         | —         | —         | —         | —         | —         | —         | —         | —         | —         | —         | |                             |
| Roses (Imanbek Remix) (de SAINt JHN)                                           | 2019  | 3         | 2         | 3         | 1         | 4         | 5         | 4         | 1         | 1         | 1         | 2         | 4         | 2         | - RIAA : Platine - ARIA : 3 × Platine - BPI : Platine - BVMI : Platine - IFPI DEN : Platine - RMNZ : 2 × Platine - SNEP : Diamant | While the World Was Burning |
| Dope                                                                           | 2020  | —         | —         | —         | —         | —         | —         | —         | —         | —         | —         | —         | —         | —         | |                             |
| I'm Just Feelin' (Du Du Du) (avec Martin Jensen)                               | 2020  | —         | —         | —         | —         | —         | —         | —         | —         | —         | —         | 24        | 99        | —         | |                             |
| Brother Louie (avec Vize & Dieter Bohlen featuring Leony)                      | 2020  | 64        | 58        | —         | —         | —         | —         | —         | —         | —         | —         | 250       | —         | —         | |                             |
| Blackout (featuring Tory Lanez)                                                | 2020  | —         | —         | —         | —         | —         | —         | —         | —         | —         | —         | 317       | —         | —         | |                             |
| Hey Baby (avec Afrojack featuring Gia Koka)                                    | 2020  | —         | —         | —         | —         | —         | —         | —         | —         | —         | —         | 148       | —         | —         | |                             |
| Too Much (avec Marshmello featuring Usher)                                     | 2020  | —         | —         | —         | —         | —         | —         | —         | —         | —         | —         | 7         | —         | —         | |                             |
| Kill Me Better (avec Don Diablo featuring Trevor Daniel)                       | 2020  | —         | —         | —         | —         | —         | —         | —         | —         | —         | —         | —         | —         | —         | | Forever                     |
| Leck (avec KDDK & Fetty Wap)                                                   | 2020  | —         | —         | —         | —         | —         | —         | —         | —         | —         | —         | —         | —         | —         | |                             |
| Goodbye (avec Goodboys)                                                        | 2020  | —         | —         | —         | —         | —         | —         | —         | —         | —         | 59        | 124       | —         | —         | |                             |
| Big (avec Rita Ora & David Guetta featuring Gunna)                             | 2021  | 95        | —         | —         | —         | —         | —         | —         | —         | —         | 53        | 240       | —         | 68        | | Bang                        |
| Bang Bang (avec Rita Ora)                                                      | 2021  | —         | —         | —         | —         | —         | —         | —         | —         | —         | —         | 13        | —         | —         | | Bang                        |
| Dancing on Dangerous (avec Sean Paul featuring Sofía Reyes)                    | 2021  | —         | —         | 48        | —         | —         | 53        | 37        | —         | 44        | —         | 10        | —         | 90        | - FIMI: Platine |                             |
| Leck (avec Morgenshtern & Fetty Wap & KDDK)                                    | 2021  | —         | —         | —         | —         | —         | —         | —         | —         | —         | —         | —         | —         | —         | |                             |
| Baddest (avec Cher Lloyd)                                                      | 2021  | —         | —         | —         | —         | —         | —         | —         | —         | —         | —         | 927       | —         | —         | |                             |
| Feel Good (avec Alfa)                                                          | 2021  | —         | —         | —         | —         | —         | —         | —         | —         | —         | —         | —         | —         | —         | |                             |
| Sweet Dreams (avec Alan Walker)                                                | 2021  | —         | —         | —         | —         | —         | —         | 96        | —         | —         | —         | 40        | 43        | —         | | Walker Racing League        |
| Bam (avec KDDK & Ya Rick)                                                      | 2021  | —         | —         | —         | —         | —         | —         | —         | —         | —         | —         | —         | —         | —         | |                             |
| Fighter (avec LP)                                                              | 2021  | —         | —         | —         | —         | —         | —         | —         | —         | —         | —         | 20        | —         | —         | |                             |
| 123 (Dolly Song) (avec Rompasso featuring Karma Child)                         | 2021  | —         | —         | —         | —         | —         | —         | —         | —         | —         | —         | —         | —         | —         | |                             |
| Runaway (avec Hollywood Undead)                                                | 2021  | —         | —         | —         | —         | —         | —         | —         | —         | —         | —         | 524       | —         | —         | |                             |
| Go Crazy (avec Lil Xan & KDDK)                                                 | 2021  | —         | —         | —         | —         | —         | —         | —         | —         | —         | —         | —         | —         | —         | |                             |
| Ordinary Life (avec Wiz Khalifa & KDDK & Kiddo)                                | 2022  | —         | —         | —         | —         | —         | —         | —         | —         | —         | —         | 15        | —         | —         | |                             |
| Belly Dancer (avec Byor)                                                       | 2022  | 7         | 14        | 18        | 5         | —         | 16        | —         | —         | 12        | —         | 28        | 92        | 16        | - BVMI : Or |                             |
| Baby Shock (avec Tommy Cash & OhGeesy & Lost Capital)                          | 2022  | —         | —         | —         | —         | —         | —         | —         | —         | —         | —         | —         | —         | —         | |                             |
| Married to Your Melody (avec Salem Ilese)                                      | 2022  | —         | —         | —         | —         | —         | —         | —         | —         | —         | —         | 382       | —         | —         | |                             |
| Loca                                                                           | 2022  | —         | —         | —         | —         | —         | —         | —         | —         | —         | —         | —         | —         | —         | |                             |
| Ocean of Tears (avec DVBBS)                                                    | 2022  | —         | —         | —         | —         | —         | —         | —         | —         | —         | —         | 102       | —         | —         | |                             |
| Gone (Da Da Da) (avec Jay Sean)                                                | 2022  | —         | —         | —         | —         | —         | —         | —         | —         | —         | —         | 149       | —         | —         | |                             |
| Fake (avec Brando & Crazy Donkey featuring Paradigm)                           | 2023  | —         | —         | —         | —         | —         | —         | —         | —         | —         | —         | —         | —         | —         | |                             |
| El Viento (avec Lit Killah)                                                    | 2023  | —         | —         | —         | —         | —         | —         | —         | —         | —         | —         | —         | —         | —         | |                             |
| In the Morning (avec Trevor Daniel)                                            | 2023  | —         | —         | —         | —         | —         | —         | —         | —         | —         | —         | 10        | —         | —         | |                             |
| Sunglasses (avec Baby B3ns)                                                    | 2023  | —         | —         | —         | —         | —         | —         | —         | —         | —         | —         | —         | —         | —         | |                             |
| Pour Some Sugar on Me (avec Def Leppard)                                       | 2023  | —         | —         | —         | —         | —         | —         | —         | —         | —         | —         | —         | —         | —         | |                             |
| Silly Billy (avec Smack)                                                       | 2023  | —         | —         | —         | —         | —         | —         | —         | —         | —         | —         | —         | —         | —         | |                             |
| No Sleep                                                                       | 2023  | —         | —         | —         | —         | —         | —         | —         | —         | —         | —         | 192       | —         | —         | |                             |
| "—" signifie que le titre ne s'est pas classé ou n'est pas sorti dans le pays. |       |           |           |           |           |           |           |           |           |           |           |           |           |           | |                             |

### Remixes
2019
- Jarico - Fiery Sky (Imanbek Remix)
- Liranov - Гюрза (Imanbek Remix)
- Deesmi feat. Onlife - Влюбился в неё (Imanbek Moombahton Remix / Dance Remix)
- A$AP Rocky feat. Skepta - Praise the Lord (Imanbek Remix)
- Gianna - Chica Loca (Imanbek Remix)
- Miko - Девочка в тренде (Imanbek Remix)
- Джоззи - Пусть весь мир против нас (Imanbek Remix)
- Para Dice - Hot (Imanbek remix)
- Cvetocek7 - Эта ночь (Imanbek Remix)
- HIRO feat. Aidyn Tussupov & ИК - Двиги (Imanbek Remix)
- Гио ПиКа - Фонтанчик с дельфином (Adam Maniac & Imanbek Remix)
- Гио ПиКа - Буйно голова (Adam Maniac & Imanbek Remix)
- FILV & Edmofo feat. Emma Peters - Clandestina (Imanbek Remix)
- DJ DimixeR feat. Murana - Romantic Dance (Imanbek Remix)
- SAINt JHN - Roses (Imanbek Remix)

2020
- Tyga - Ayy Macarena (Imanbek Remix)
- Rasster - Sad! (Imanbek Remix)
- 24kGoldn - Valentino (Imanbek Remix)
- Duboss - Voyage, Voyage (Imanbek Edit)
- Madi - Ты ушла от меня (Imanbek Remix)
- Lana Del Rey - Summertime Sadness (Imanbek Remix)
- Zara Larsson - Wow (Imanbek Remix)
- SAINt JHN - I Can Fvcking Tell (Imanbek Remix)

2021
- Supafly feat. Kiesza - Fly With The Angels (Imanbek Remix)
- Major Lazer feat. Sia & Labrinth - Titans (Imanbek Remix)
- 50 Cent - In da Club (Imanbek Remix)
- Lil Peep - Save That Shit (Imanbek Remix)
- Justin Wellington & Small Jam - Iko Iko (My Bestie) (Imanbek Remix)
- Dua Lipa - Love Again (Imanbek Remix)

2022
- SAINt JHN - The Best Part Of Life (Imanbek Remix)
- Роза Рымбаева - Real Nauryz Magic (Imanbek Remix)
- Muthecal Chrly - Banger (Imanbek Remix)
- V $ X V PRiNCE feat. Кисло-Сладкий & Bonah - Дом 50 (Imanbek Remix)